# La Spina
I La Spina sono un gruppo musicale italiano nato a Busseto nel 1994.

## Storia
Il gruppo nasce a Busseto nel 1994 con Andrea Cipelli e Gianluca Gambini. Dopo vari cambi di formazione trova stabilità nel 1997 con l'arrivo di Matteo Ferrari e del chitarrista Giuseppe Peveri, che poi abbandonerà il gruppo per intraprendere una carriera da solista con lo pseudonimo di Dente. Dopo aver pubblicato due demo, uno studio e uno live, nel  1999 esce il loro primo album, Da molto a molto poco. Il 24 novembre 2001 esce il loro secondo disco, Baby champagne.

## Formazione

### Formazione attuale
- Andrea Cipelli - voce, tastiere, pianoforte (1994 - presente)
- Gianluca Gambini - batteria (1994 - presente)

### Ex componenti
- Giuseppe Peveri - chitarra (1997 - 2006)

## Discografia

### Album
- 1999 - Da molto a molto poco (Acide)
- 2001 - Baby champagne (Acide/Venus)